# Tournoi du Japon de rugby à sept 2012
Navigation
2001 2013
Le Tournoi du Japon de rugby à sept 2012 (anglais : Japan rugby sevens 2012) est la 7e étape la saison 2011-2012 du IRB Sevens World Series. Elle se déroule les 31 mars et 1er avril 2012 au Chichibunomiya Stadium à Tokyo, en Japon.
La victoire finale revient à l'équipe d'Australie, battant en finale l'équipe des Samoa sur le score de 28 à 26.

## Équipes participantes
Seize équipes participent au tournoi :
- Afrique du Sud
- Angleterre
- Argentine
- Australie
- Fidji
- France
- Pays de Galles
- Hong Kong
- Japon
- Kenya
- Nouvelle-Zélande
- Portugal
- Russie
- Samoa
- Écosse
- États-Unis

## Phase de poules

### Poule A
| Rang | Pays       | J | V | N | D | Pm | Pe | Diff | Pts |
| ---- | ---------- | - | - | - | - | -- | -- | ---- | --- |
| 1    | Angleterre | 3 | 3 | 0 | 0 | 48 | 19 | +29  | 9   |
| 2    | Fidji      | 3 | 2 | 0 | 1 | 50 | 21 | +29  | 7   |
| 3    | France     | 3 | 1 | 0 | 2 | 31 | 41 | -10  | 5   |
| 4    | Japon      | 3 | 0 | 0 | 3 | 17 | 65 | -48  | 3   |

|  | Angleterre | 14 - 7 | Fidji | Chichibunomiya Stadium, Tokyo |
|  |            |        |       | Chichibunomiya Stadium, Tokyo |
|  |            |        |       | Chichibunomiya Stadium, Tokyo |

|  | France | 24 - 5 | Japon | Chichibunomiya Stadium, Tokyo |
|  |        |        |       | Chichibunomiya Stadium, Tokyo |
|  |        |        |       | Chichibunomiya Stadium, Tokyo |

|  | Angleterre | 19 - 7 | France | Chichibunomiya Stadium, Tokyo |
|  |            |        |        | Chichibunomiya Stadium, Tokyo |
|  |            |        |        | Chichibunomiya Stadium, Tokyo |

|  | Fidji | 26 - 7 | Japon | Chichibunomiya Stadium, Tokyo |
|  |       |        |       | Chichibunomiya Stadium, Tokyo |
|  |       |        |       | Chichibunomiya Stadium, Tokyo |

|  | Angleterre | 15 - 5 | Japon | Chichibunomiya Stadium, Tokyo |
|  |            |        |       | Chichibunomiya Stadium, Tokyo |
|  |            |        |       | Chichibunomiya Stadium, Tokyo |

|  | Fidji | 17 - 0 | France | Chichibunomiya Stadium, Tokyo |
|  |       |        |        | Chichibunomiya Stadium, Tokyo |
|  |       |        |        | Chichibunomiya Stadium, Tokyo |

### Poule B
| Rang | Pays             | J | V | N | D | Pm | Pe | Diff | Pts |
| ---- | ---------------- | - | - | - | - | -- | -- | ---- | --- |
| 1    | Nouvelle-Zélande | 3 | 3 | 0 | 0 | 88 | 15 | +73  | 9   |
| 2    | Australie        | 3 | 2 | 0 | 1 | 42 | 36 | +6   | 7   |
| 3    | États-Unis       | 3 | 1 | 0 | 2 | 26 | 60 | -34  | 5   |
| 4    | Hong Kong        | 3 | 0 | 0 | 3 | 33 | 78 | -45  | 3   |

|  | Nouvelle-Zélande | 22 - 10 | Australie | Chichibunomiya Stadium, Tokyo |
|  |                  |         |           | Chichibunomiya Stadium, Tokyo |
|  |                  |         |           | Chichibunomiya Stadium, Tokyo |

|  | États-Unis | 21 - 19 | Hong Kong | Chichibunomiya Stadium, Tokyo |
|  |            |         |           | Chichibunomiya Stadium, Tokyo |
|  |            |         |           | Chichibunomiya Stadium, Tokyo |

|  | Australie | 15 - 0 | États-Unis | Chichibunomiya Stadium, Tokyo |
|  |           |        |            | Chichibunomiya Stadium, Tokyo |
|  |           |        |            | Chichibunomiya Stadium, Tokyo |

|  | Nouvelle-Zélande | 40 - 0 | Hong Kong | Chichibunomiya Stadium, Tokyo |
|  |                  |        |           | Chichibunomiya Stadium, Tokyo |
|  |                  |        |           | Chichibunomiya Stadium, Tokyo |

|  | Australie | 17 - 14 | Hong Kong | Chichibunomiya Stadium, Tokyo |
|  |           |         |           | Chichibunomiya Stadium, Tokyo |
|  |           |         |           | Chichibunomiya Stadium, Tokyo |

|  | Nouvelle-Zélande | 26 - 5 | États-Unis | Chichibunomiya Stadium, Tokyo |
|  |                  |        |            | Chichibunomiya Stadium, Tokyo |
|  |                  |        |            | Chichibunomiya Stadium, Tokyo |

### Poule C
| Rang | Pays           | J | V | N | D | Pm | Pe | Diff | Pts |
| ---- | -------------- | - | - | - | - | -- | -- | ---- | --- |
| 1    | Pays de Galles | 3 | 3 | 0 | 0 | 49 | 12 | +37  | 9   |
| 2    | Argentine      | 3 | 2 | 0 | 1 | 42 | 24 | +18  | 7   |
| 3    | Russie         | 3 | 1 | 0 | 2 | 33 | 49 | -16  | 5   |
| 4    | Kenya          | 3 | 0 | 0 | 3 | 24 | 63 | -39  | 3   |

|  | Pays de Galles | 17 - 5 | Argentine | Chichibunomiya Stadium, Tokyo |
|  |                |        |           | Chichibunomiya Stadium, Tokyo |
|  |                |        |           | Chichibunomiya Stadium, Tokyo |

|  | Russie | 26 - 17 | Kenya | Chichibunomiya Stadium, Tokyo |
|  |        |         |       | Chichibunomiya Stadium, Tokyo |
|  |        |         |       | Chichibunomiya Stadium, Tokyo |

|  | Pays de Galles | 22 - 0 | Kenya | Chichibunomiya Stadium, Tokyo |
|  |                |        |       | Chichibunomiya Stadium, Tokyo |
|  |                |        |       | Chichibunomiya Stadium, Tokyo |

|  | Argentine | 22 - 0 | Russie | Chichibunomiya Stadium, Tokyo |
|  |           |        |        | Chichibunomiya Stadium, Tokyo |
|  |           |        |        | Chichibunomiya Stadium, Tokyo |

|  | Pays de Galles | 10 - 7 | Russie | Chichibunomiya Stadium, Tokyo |
|  |                |        |        | Chichibunomiya Stadium, Tokyo |
|  |                |        |        | Chichibunomiya Stadium, Tokyo |

|  | Argentine | 15 - 7 | Kenya | Chichibunomiya Stadium, Tokyo |
|  |           |        |       | Chichibunomiya Stadium, Tokyo |
|  |           |        |       | Chichibunomiya Stadium, Tokyo |

### Poule D
| Rang | Pays           | J | V | N | D | Pm | Pe | Diff | Pts |
| ---- | -------------- | - | - | - | - | -- | -- | ---- | --- |
| 1    | Samoa          | 3 | 3 | 0 | 0 | 73 | 34 | +39  | 9   |
| 2    | Afrique du Sud | 3 | 2 | 0 | 1 | 33 | 45 | -12  | 7   |
| 3    | Portugal       | 3 | 1 | 0 | 2 | 42 | 40 | +2   | 5   |
| 4    | Écosse         | 3 | 0 | 0 | 3 | 14 | 43 | -29  | 3   |

|  | Samoa | 38 - 7 | Afrique du Sud | Chichibunomiya Stadium, Tokyo |
|  |       |        |                | Chichibunomiya Stadium, Tokyo |
|  |       |        |                | Chichibunomiya Stadium, Tokyo |

|  | Portugal | 15 - 7 | Écosse | Chichibunomiya Stadium, Tokyo |
|  |          |        |        | Chichibunomiya Stadium, Tokyo |
|  |          |        |        | Chichibunomiya Stadium, Tokyo |

|  | Samoa | 14 - 7 | Écosse | Chichibunomiya Stadium, Tokyo |
|  |       |        |        | Chichibunomiya Stadium, Tokyo |
|  |       |        |        | Chichibunomiya Stadium, Tokyo |

|  | Afrique du Sud | 12 - 7 | Portugal | Chichibunomiya Stadium, Tokyo |
|  |                |        |          | Chichibunomiya Stadium, Tokyo |
|  |                |        |          | Chichibunomiya Stadium, Tokyo |

|  | Samoa | 21 - 20 | Portugal | Chichibunomiya Stadium, Tokyo |
|  |       |         |          | Chichibunomiya Stadium, Tokyo |
|  |       |         |          | Chichibunomiya Stadium, Tokyo |

|  | Afrique du Sud | 14 - 0 | Écosse | Chichibunomiya Stadium, Tokyo |
|  |                |        |        | Chichibunomiya Stadium, Tokyo |
|  |                |        |        | Chichibunomiya Stadium, Tokyo |

## Phase finale
Résultats de la phase finale

### Tournois principaux

#### Cup
|  | Quarts de finale | Quarts de finale |           |                  | Demi-finales           | Demi-finales |  |  | Finale     | Finale |
|  | Quarts de finale | Quarts de finale |           |                  | Demi-finales           | Demi-finales |  |  | Finale     | Finale |
|  |                  |                  |           |                  |                        |              |  |  |            |        |
|  |                  |                  |           |                  |                        |              |  |  |            |        |
|  |                  |                  |           |                  |                        |              |  |  |            |        |
|  | Australie        | 21               |           |                  |                        |              |  |  |            |        |
|  | Australie        | 21               |           |                  |                        |              |  |  |            |        |
|  | Pays de Galles   | 14               |           |                  |                        |              |  |  |            |        |
|  | Pays de Galles   | 14               | Australie | 33               |                        |              |  |  |            |        |
|  |                  |                  | Australie | 33               |                        |              |  |  |            |        |
|  |                  | Angleterre       | 12        |                  |                        |              |  |  |            |        |
|  | Angleterre       | Angleterre       | 12        | 21               |                        |              |  |  |            |        |
|  | Angleterre       |                  |           | 21               |                        |              |  |  |            |        |
|  | Afrique du Sud   | 17               |           |                  |                        |              |  |  |            |        |
|  | Afrique du Sud   | 17               | Australie | 28               |                        |              |  |  |            |        |
|  |                  |                  | Australie | 28               |                        |              |  |  |            |        |
|  |                  | Samoa            | 26        |                  |                        |              |  |  |            |        |
|  | Samoa            | Samoa            | 26        | 24               |                        |              |  |  |            |        |
|  | Samoa            |                  |           | 24               |                        |              |  |  |            |        |
|  | Fidji            | 21               |           |                  |                        |              |  |  |            |        |
|  | Fidji            | 21               | Samoa     | 17               |                        |              |  |  |            |        |
|  |                  |                  | Samoa     | 17               | Match pour la 3e place |              |  |  |            |        |
|  |                  | Nouvelle-Zélande | 12        |                  |                        |              |  |  |            |        |
|  | Nouvelle-Zélande | Nouvelle-Zélande | 12        | 40               |                        |              |  |  |            |        |
|  | Nouvelle-Zélande |                  |           | 40               |                        |              |  |  |            |        |
|  | Argentine        | 5                |           | Nouvelle-Zélande | 24                     |              |  |  |            |        |
|  | Argentine        | 5                |           | Nouvelle-Zélande | 24                     |              |  |  |            |        |
|  |                  |                  |           |                  |                        |              |  |  | Angleterre | 17     |
|  |                  |                  |           |                  |                        |              |  |  | Angleterre | 17     |

#### Bowl
|  | Quarts de finale | Quarts de finale |            |    | Demi-finales | Demi-finales |  |  | Finale | Finale |
|  | Quarts de finale | Quarts de finale |            |    | Demi-finales | Demi-finales |  |  | Finale | Finale |
|  |                  |                  |            |    |              |              |  |  |        |        |
|  |                  |                  |            |    |              |              |  |  |        |        |
|  |                  |                  |            |    |              |              |  |  |        |        |
|  | France           | 22               |            |    |              |              |  |  |        |        |
|  | France           | 22               |            |    |              |              |  |  |        |        |
|  | Écosse           | 19               |            |    |              |              |  |  |        |        |
|  | Écosse           | 19               | France     | 26 |              |              |  |  |        |        |
|  |                  |                  | France     | 26 |              |              |  |  |        |        |
|  |                  | Hong Kong        | 15         |    |              |              |  |  |        |        |
|  | Hong Kong        | Hong Kong        | 15         | 17 |              |              |  |  |        |        |
|  | Hong Kong        |                  |            | 17 |              |              |  |  |        |        |
|  | Russie           | 12               |            |    |              |              |  |  |        |        |
|  | Russie           | 12               | France     | 17 |              |              |  |  |        |        |
|  |                  |                  | France     | 17 |              |              |  |  |        |        |
|  |                  | États-Unis       | 12         |    |              |              |  |  |        |        |
|  | États-Unis       | États-Unis       | 12         | 12 |              |              |  |  |        |        |
|  | États-Unis       |                  |            | 12 |              |              |  |  |        |        |
|  | Kenya            | 7                |            |    |              |              |  |  |        |        |
|  | Kenya            | 7                | États-Unis | 20 |              |              |  |  |        |        |
|  |                  |                  | États-Unis | 20 |              |              |  |  |        |        |
|  |                  | Portugal         | 10         |    |              |              |  |  |        |        |
|  | Portugal         | Portugal         | 10         | 21 |              |              |  |  |        |        |
|  | Portugal         |                  |            | 21 |              |              |  |  |        |        |
|  | Japon            | 5                |            |    |              |              |  |  |        |        |
|  | Japon            | 5                |            |    |              |              |  |  |        |        |

### Matchs de classement

#### Plate
|  | Demi-finales   | Demi-finales   |       |    | Finale | Finale |
|  | Demi-finales   | Demi-finales   |       |    | Finale | Finale |
|  |                |                |       |    |        |        |
|  |                |                |       |    |        |        |
|  |                |                |       |    |        |        |
|  | Fidji          | 21             |       |    |        |        |
|  | Fidji          | 21             |       |    |        |        |
|  | Argentine      | 14             |       |    |        |        |
|  | Argentine      | 14             | Fidji | 14 |        |        |
|  |                |                | Fidji | 14 |        |        |
|  |                | Afrique du Sud | 10    |    |        |        |
|  | Afrique du Sud | Afrique du Sud | 10    | 22 |        |        |
|  | Afrique du Sud |                |       | 22 |        |        |
|  | Pays de Galles | 10             |       |    |        |        |
|  | Pays de Galles | 10             |       |    |        |        |

#### Shield
|  | Demi-finales | Demi-finales |        |    | Finale | Finale |
|  | Demi-finales | Demi-finales |        |    | Finale | Finale |
|  |              |              |        |    |        |        |
|  |              |              |        |    |        |        |
|  |              |              |        |    |        |        |
|  | Écosse       | 21           |        |    |        |        |
|  | Écosse       | 21           |        |    |        |        |
|  | Russie       | 19           |        |    |        |        |
|  | Russie       | 19           | Écosse | 26 |        |        |
|  |              |              | Écosse | 26 |        |        |
|  |              | Kenya        | 12     |    |        |        |
|  | Kenya        | Kenya        | 12     | 24 |        |        |
|  | Kenya        |              |        | 24 |        |        |
|  | Japon        | 17           |        |    |        |        |
|  | Japon        | 17           |        |    |        |        |

## Bilan
Statistiques sportives
- Meilleur marqueur du tournoi :
- Meilleur réalisateur du tournoi :

Affluences